# James Brady (columnist)
James Winston Brady (New York, 15 november 1929 - aldaar, 26 januari 2009) was een Amerikaans columnist, journalist, publicist en schrijver.
Hij was de oprichter van de roddelrubriek Page Six in de New York Post en schreef bijna 25 jaar de column In Step With over bekende personen in het magazine Parade. Hij schreef ook verscheidene boeken over zijn diensttijd in het United States Marine Corps tijdens de Koreaanse Oorlog.

## Boeken
- The Coldest War: A Memoir of Korea, St. Martin's Griffin (2000) ISBN 978-0312265113
- A Hamptons Christmas, St. Martin's Paperbacks (2001) ISBN 978-0312981273
- The Marines of Autumn: A Novel of the Korean War, St. Martin's Griffin (2001, herdruk) ISBN 978-0312280819
- Warning of War: A Novel of the North China Marines, St. Martin's Griffin (2003) ISBN 978-0312303327
- The Marine: A Novel of War from Guadalcanal to Korea, St. Martin's Griffin (2004) ISBN 978-0312331054
- The Scariest Place in the World: A Marine Returns to North Korea, St. Martin's Griffin (2006) ISBN 0312332432
- Why Marines Fight, St. Martin's Griffin (2008, herdruk) ISBN 978-0312384845

- Biblioteca Nacional de España: XX954103
- International Standard Name Identifier: 0000 0001 0969 1416
- Library of Congress Control Number: n79060159
- Nationale Bibliotheek van Tsjechië: jcu2013780611
- Nederlandse Thesaurus van Auteursnamen: 070240493
- Virtual International Authority File: 47561225
- WorldCat: E39PBJwX4dMgTWYq6gK4HWH6Kd